# Buddleja brachiata
Buddleja brachiata là một loài thực vật có hoa trong họ Huyền sâm. Loài này được Cham. & Schltdl. mô tả khoa học đầu tiên năm 1827.